# Монтобан-де-Бретань (кантон)
Монтобан-де-Бретань (фр. Montauban-de-Bretagne) — кантон во Франции, находится в регионе Бретань, департамент Иль и Вилен. Входит в состав округа Ренн.

## История
До 2015 года в состав кантона входили коммуны Буажервийи, Ла-Шапель-дю-Лу, Ландюжан, Ле-Лу-дю-Лак, Медреак, Монтобан-де-Бретань, Сен-Мервон, Сент-Юньяк.
В результате реформы 2015 года состав кантона был изменён. В него вошли коммуны упразднённого кантона Сен-Меан-ле-Гран и отдельные коммуны упразднённого кантона Бешрель.
С 1 января 2016 года состав кантона снова изменился. Коммуны Ла-Шапель-дю-Лу и Ле-Лу-дю-Лак образовали новую коммуну Ла-Шапель-дю-Лу-дю-Лак.
1 января 2019 года коммуна Сен-Мервон вошла в состав коммуны Монтобан-де-Бретань.

## Состав кантона с 1 января 2019 года
В состав кантона входят коммуны (население по данным Национального института статистики за 2018 г.):
- Бешрель (679 чел.)
- Блерюэ (105 чел.)
- Буажервийи (1 686 чел.)
- Гаэль (1 618 чел.)
- Иродуэр (2 262 чел.)
- Кедийак (1 190 чел.)
- Ла-Шапель-дю-Лу-дю-Лак (1 005 чел.)
- Ла-Шапель-Шосе (1 283 чел.)
- Ланган (1 010 чел.)
- Ландюжан (911 чел.)
- Ле-Круэ (587 чел.)
- Медреак (1 826 чел.)
- Миньяк-су-Бешрель (784 чел.)
- Монтобан-де-Бретань (5 946 чел.)
- Мюэль (887 чел.)
- Ромийе (3 942 чел.)
- Сен-Малон-сюр-Мель (582 чел.)
- Сен-Меэн-ле-Гран (4 622 чел.)
- Сен-Моган (537 чел.)
- Сен-Перн (1 040 чел.)
- Сент-Онан-ла-Шапель (1 129 чел.)
- Сент-Юньяк (540 чел.)

## Политика
На президентских выборах 2022 г. жители кантона отдали в 1-м туре Эмманюэлю Макрону 33,3 % голосов против 23,6 % у Марин Ле Пен и 18,2 % у Жана-Люка Меланшона; во 2-м туре в кантоне победил Макрон, получивший 62,2 % голосов. (2017 год. 1 тур: Эмманюэль Макрон – 26,9 %, Марин Ле Пен – 19,6 %, Жан-Люк Меланшон – 18,4 %, Франсуа Фийон – 18,0 %; 2 тур: Макрон – 69,3 %. 2012 год. 1 тур: Франсуа Олланд — 28,9 %, Николя Саркози — 26,7 %, Марин Ле Пен — 15,7 %; 2 тур: Олланд — 53,0 %).
С 2021 года кантон в Совете департамента Иль и Вилен представляют мэр коммуны Сент-Онан-ла-Шапель Жан-Франуа Боан (Jean-François Bohanne) и вице-мэр коммуны Иродуэр Шарлотта Файе (Charlotte Faillé) (оба ― Разные правые).
|                | Кандидаты                      | Партия                   | Первый тур | Первый тур     | Второй тур | Второй тур |
| Кол-во голосов | Кандидаты                      | Партия                   | % голосов  | Кол-во голосов | % голосов  |            |
| -------------- | ------------------------------ | ------------------------ | ---------- | -------------- | ---------- | ---------- |
|                | Жан-Франсуа Боан Шарлотта Файе | Разные правые            | 3 136      | 36,22          | 4 387      | 51,68      |
|                | Серж Жалю Карин Пела-Бине      | Разные левые             | 2 676      | 30,90          | 46 102     | 48,32      |
|                | Эстель Гильмен Фабрис Ове      | Европа Экология Зелёные  | 1 646      | 19,01          |            |            |
|                | Кристиана Кутар Антуан Погам   | Национальное объединение | 1 201      | 13,87          |            |            |

|                | Кандидаты                    | Партия                        | Первый тур | Первый тур     | Второй тур | Второй тур |
| Кол-во голосов | Кандидаты                    | Партия                        | % голосов  | Кол-во голосов | % голосов  |            |
| -------------- | ---------------------------- | ----------------------------- | ---------- | -------------- | ---------- | ---------- |
|                | Мари Доган Пьер Гиттон       | Разные правые                 | 3 937      | 32,52          | 6 512      | 58,46      |
|                | Мадлен Ге Армель Жалю        | Левый блок                    | 3 650      | 30,15          | 4 628      | 41,54      |
|                | Мари-Элен Досе Дени Леврель  | Союз демократов и независимых | 2 299      | 18,99          |            |            |
|                | Катрин де Байон Тьерри Страк | Национальный фронт            | 2 222      | 18,35          |            |            |